# Strongylura
Strongylura – rodzaj drapieżnych, morskich ryb z rodziny belonowatych (Belonidae).

## Klasyfikacja
Gatunki zaliczane do tego rodzaju:

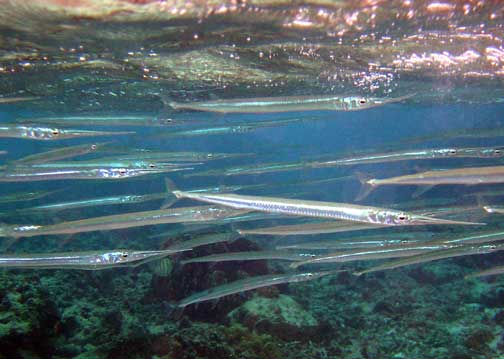
Strongylura anastomella – belona pacyficzna
- Strongylura exilis
- Strongylura fluviatilis
- Strongylura hubbsi
- Strongylura incisa
- Strongylura krefftii
- Strongylura leiura – tyrus[4], tyrus indyjski[5]
- Strongylura marina – belona atlantycka[6]
- Strongylura notata
- Strongylura scapularis
- Strongylura senegalensis
- Strongylura strongylura
- Strongylura timucu
- Strongylura urvillii

- Strongylura incisa